# Футбол на летних Олимпийских играх 1968
Футбольный турнир на XIX Летних Олимпийских играх проходил с 13 по 26 октября 1968 года.

## Медалисты
| Дисциплина | Золото | Серебро | Бронза |
| ---------- | --- | --- | --- |
| Футбол     | Венгрия | Болгария | Япония |
| Футбол     | Иштван Башти Антал Дунаи Лайош Дунаи Эрнё Ношко Дежё Новак Карой Фатер Ласло Фазекаш Иштван Юхас Ласло Кеглович Лайош Кочиш Иван Менцель Ласло Надь Миклош Панчич Иштван Шаркёзи Лайош Сюч Золтан Сарка Миклош Салаи Тренер: Кароль Шоош | Стоян Йорданов Атанас Геров Георгий Христакиев Милко Гайдарский Кирилл Ивков Ивайло Георгиев Цветан Веселинов Евгени Янчовски Петар Жеков Атанас Михайлов Аспарух Никодимов Кирилл Христов Георгий Цветков Тодор Крастев Янчо Димитров Иван Зафиров Михаил Гьонин Георгий Василев Тренер: Георгий Берков | Кэндзо Ёкояма Хироси Катаяма Масакацу Миямото Ёситада Ямагути Мицуо Камата Рёдзо Судзуки Киёси Томидзава Такадзи Мори Аритацу Оги Эйдзо Югути Сигэо Яэгаси Тэруки Миямото Масаси Ватанабэ Ясуюки Кувахара Кунисигэ Камамото Мацумото, Икуо Рюити Сугияма Масахиро Хамадзаки Тренер: Кэн Наганума |

## Страны
| № | Страна    | Золото | Серебро | Бронза | 4 место | 1/4 финала | Условные очки | Медали |
| 1 | Венгрия   | 1      | 0       | 0      | 0       | 0          | 7             | 1      |
| 2 | Болгария  | 0      | 1       | 0      | 0       | 0          | 5             | 1      |
| 3 | Япония    | 0      | 0       | 1      | 0       | 0          | 4             | 1      |
| 4 | Мексика   | 0      | 0       | 0      | 1       | 0          | 3             | 0      |
| 5 | Гватемала | 0      | 0       | 0      | 0       | 1          | 0,75          | 0      |
| 5 | Испания   | 0      | 0       | 0      | 0       | 1          | 0,75          | 0      |
| 5 | Израиль   | 0      | 0       | 0      | 0       | 1          | 0,75          | 0      |
| 5 | Франция   | 0      | 0       | 0      | 0       | 1          | 0,75          | 0      |

## Стадионы
| Мехико                         | Пуэбла-де-Сарагоса  | Гвадалахара         | Леон                |
| ------------------------------ | ------------------- | ------------------- | ------------------- |
| Ацтека                         | Куаутемок           | Халиско             | Ноу Камп            |
| Вместимость: 104,000           | Вместимость: 35,563 | Вместимость: 31,891 | Вместимость: 23,609 |
|                                |                     |                     |                     |
| Мехико Пуэбла Гвадалахара Леон |                     |                     |                     |

## Групповой этап

### Группа A
| Team     | Матчи | В | Н | П | ГЗ | ГП | РГ | Очки |
| -------- | ----- | - | - | - | -- | -- | -- | ---- |
| Франция  | 3     | 2 | 0 | 1 | 8  | 4  | +4 | 4    |
| Мексика  | 3     | 2 | 0 | 1 | 6  | 4  | +2 | 4    |
| Колумбия | 3     | 1 | 0 | 2 | 4  | 5  | −1 | 2    |
| Гвинея   | 3     | 1 | 0 | 2 | 4  | 9  | −5 | 2    |

| Мексика         | 1 – 0 | Колумбия |
| --------------- | ----- | -------- |
| Луис Эстрада 6′ | отчёт |          |

| Франция                                                      | 3 – 1 | Гвинея           |
| ------------------------------------------------------------ | ----- | ---------------- |
| Жерар Алле 61′ · Даниэль Орлавилль 64′ · Даниэль Перриго 70′ | отчёт | М. Я. Камара 79′ |

| Гвинея                                 | 3 – 2 | Колумбия                              |
| -------------------------------------- | ----- | ------------------------------------- |
| М. Н. Камара 26′ · Фоде Камара 58′ 84′ | отчёт | Густаво Санта 49′ · Фабио Москера 66′ |

| Франция                                                                  | 4 – 1 | Мексика               |
| ------------------------------------------------------------------------ | ----- | --------------------- |
| Марк-Каньян Касе 20′ 69′ · Шарль Тамбуон 30′ · Умберто Медина 36′ (авт.) | отчёт | Сесарео Викторино 26′ |

| Мексика                                                | 4 – 0 | Гвинея |
| ------------------------------------------------------ | ----- | ------ |
| Висенте Переда 70′ 85′ · Эктор Пулидо Родригес 86′ 88′ | отчёт |        |

| Колумбия                                   | 2 – 1 | Франция           |
| ------------------------------------------ | ----- | ----------------- |
| Хавьер Тамайо 14′ · Альфонсо Харамильо 35′ | отчёт | Шарль Тамбуон 59′ |

### Группа B
| Team     | Матчи | В | Н | П | ГЗ | ГП | РГ | Очки |
| -------- | ----- | - | - | - | -- | -- | -- | ---- |
| Испания  | 3     | 2 | 1 | 0 | 4  | 0  | +4 | 5    |
| Япония   | 3     | 1 | 2 | 0 | 4  | 2  | +2 | 4    |
| Бразилия | 3     | 0 | 2 | 1 | 4  | 5  | −1 | 2    |
| Нигерия  | 3     | 0 | 1 | 2 | 4  | 9  | −5 | 1    |

| Испания                   | 1 – 0 | Бразилия |
| ------------------------- | ----- | -------- |
| Хуан Фернандес Вилела 77′ | отчёт |          |

| Япония                        | 3 – 1 | Нигерия         |
| ----------------------------- | ----- | --------------- |
| Кунисигэ Камамото 24′ 72′ 89′ | отчёт | Сэмюэл Окое 33′ |

| Испания                                    | 3 – 0 | Нигерия |
| ------------------------------------------ | ----- | ------- |
| Фернандо Ортуньо 27′ · Тони Гранде 52′ 69′ | отчёт |         |

| Бразилия            | 1 – 1 | Япония              |
| ------------------- | ----- | ------------------- |
| Фернандо Феррети 9′ | отчёт | Масаси Ватанабэ 83′ |

| Бразилия                                                        | 3 – 3 | Нигерия                                    |
| --------------------------------------------------------------- | ----- | ------------------------------------------ |
| Фернандо Феррети 50′ · Олусегун Олумодежи 59′ (авт.) · Тиан 65′ | отчёт | Кеннет Олайомбо 10′ 41′ · Питер Аниеке 19′ |

| Испания | 0 – 0 | Япония |
| ------- | ----- | ------ |
|         | отчёт |        |

### Группа C
Гана заменила сборную Марокко, которая отказалась играть с Израилем.
| Team      | Матчи | В | Н | П | ГЗ | ГП | РГ | Очки |
| --------- | ----- | - | - | - | -- | -- | -- | ---- |
| Венгрия   | 3     | 2 | 1 | 0 | 8  | 2  | +6 | 5    |
| Израиль   | 3     | 2 | 0 | 1 | 8  | 6  | +2 | 4    |
| Гана      | 3     | 0 | 2 | 1 | 6  | 8  | −2 | 2    |
| Сальвадор | 3     | 0 | 1 | 2 | 2  | 8  | −6 | 1    |

| Израиль                                                | 5 – 3 | Гана                                      |
| ------------------------------------------------------ | ----- | ----------------------------------------- |
| Гиора Шпигель 11′ 75′ · Йехошуа Фейгенбаум 16′ 30′ 70′ | отчёт | Малик Жабир 18′ 79′ · Гбадамоси Амоса 35′ |

| Венгрия                                                                      | 4 – 0 | Сальвадор |
| ---------------------------------------------------------------------------- | ----- | --------- |
| Иван Менцель 19′ · Анталь Дунаи 47′ · Ласло Фазекаш 51′ · Иштван Шаркёзи 68′ | отчёт |           |

| Венгрия                             | 2 – 2 | Гана                                  |
| ----------------------------------- | ----- | ------------------------------------- |
| Анталь Дунаи 15′ · Иван Менцель 17′ | отчёт | Ибрахим Санди 12′ · Сэмми Сампене 33′ |

| Израиль                                                  | 3 – 1 | Сальвадор               |
| -------------------------------------------------------- | ----- | ----------------------- |
| Рахамим Талби 20′ · Мордехай Шпиглер 44′ · Шрага Бар 85′ | отчёт | Хуан Рамон Мартинес 35′ |

| Сальвадор                    | 1 – 1 | Гана          |
| ---------------------------- | ----- | ------------- |
| Маурисио Алонсо Родригес 42′ | отчёт | Осей Кофи 55′ |

| Венгрия              | 2 – 0 | Израиль |
| -------------------- | ----- | ------- |
| Анталь Дунаи 40′ 75′ | отчёт |         |

### Группа D
| Team         | Матчи | В | Н | П | ГЗ | ГП | РГ  | Очки |
| ------------ | ----- | - | - | - | -- | -- | --- | ---- |
| Болгария     | 3     | 2 | 1 | 0 | 11 | 3  | +8  | 5    |
| Гватемала    | 3     | 2 | 0 | 1 | 6  | 3  | +3  | 4    |
| Чехословакия | 3     | 1 | 1 | 1 | 10 | 3  | +7  | 3    |
| Таиланд      | 3     | 0 | 0 | 3 | 1  | 19 | −18 | 0    |

| Гватемала        | 1 – 0 | Чехословакия |
| ---------------- | ----- | ------------ |
| Дэвид Стоукс 28′ | отчёт |              |

| Болгария | 7 – 0 | Таиланд |
| --- | ----- | ------- |
| Михаил Гёнин 25′ · Петар Жеков 55′ · Атанас Михайлов 56′ 61′ · Иван Зафиров 73′ · Аспарух Никодимов 85′ · Кирил Ивков 88′ | отчёт |         |

| Болгария                              | 2 – 2 | Чехословакия                               |
| ------------------------------------- | ----- | ------------------------------------------ |
| Ивайло Георгиев 44′ · Петар Жеков 77′ | отчёт | Йозеф Ярабинский 25′ · Ладислав Петраш 42′ |

| Гватемала                                                              | 4 – 1 | Таиланд                   |
| ---------------------------------------------------------------------- | ----- | ------------------------- |
| Нельсон Мельгар 23′ 85′ · Хорхе Рольдан 55′ · Альберто Лопес Олива 67′ | отчёт | Удомсилп Сорнбуртнарк 44′ |

| Болгария                                | 2 – 1 | Гватемала                |
| --------------------------------------- | ----- | ------------------------ |
| Аспарух Никодимов 50′ · Петар Жеков 84′ | отчёт | Альберто Лопес Олива 88′ |

| Чехословакия                                                                                                  | 8 – 0 | Таиланд |
| --- | ----- | ------- |
| Милош Хербст 12′ · Ладислав Петраш 17′ 18′ 67′ · Павел Стратил 28′ 34′ · Иржи Вечерек 38′ · Микулаш Крнач 83′ | отчёт |         |

## Плей-офф
|  | Четвертьфиналы                      | Четвертьфиналы               |                         |         | Полуфиналы        | Полуфиналы        |  |  | Финал                   | Финал |
|  |                                     |                              |                         |         |                   |                   |  |  |                         |       |
|  | 20 октября 1968, Гвадалахара        |                              |                         |         |                   |                   |  |  |                         |       |
|  |                                     |                              |                         |         |                   |                   |  |  |                         |       |
|  | Венгрия                             | 1                            |                         |         |                   |                   |  |  |                         |       |
|  | Венгрия                             | 1                            | 22 октября 1968, Мехико |         |                   |                   |  |  |                         |       |
|  | Гватемала                           | 0                            |                         |         |                   |                   |  |  |                         |       |
|  | Гватемала                           | 0                            | Венгрия                 | 5       |                   |                   |  |  |                         |       |
|  | 20 октября 1968, Мехико             |                              | Венгрия                 | 5       |                   |                   |  |  |                         |       |
|  |                                     | Япония                       | 0                       |         |                   |                   |  |  |                         |       |
|  | Япония                              | Япония                       | 0                       | 3       |                   |                   |  |  |                         |       |
|  | Япония                              |                              | 26 октября 1968, Мехико | 3       |                   |                   |  |  |                         |       |
|  | Франция                             | 1                            |                         |         |                   |                   |  |  |                         |       |
|  | Франция                             | 1                            | Венгрия                 | 4       |                   |                   |  |  |                         |       |
|  | 20 октября 1968, Леон               |                              | Венгрия                 | 4       |                   |                   |  |  |                         |       |
|  |                                     | Болгария                     | 1                       |         |                   |                   |  |  |                         |       |
|  | Болгария                            | Болгария                     | 1                       | 1       |                   |                   |  |  |                         |       |
|  | Болгария                            | 22 октября 1968, Гвадалахара |                         | 1       |                   |                   |  |  |                         |       |
|  | Израиль                             | 1                            |                         |         |                   |                   |  |  |                         |       |
|  | Израиль                             | 1                            | Болгария                | 3       | Матч за 3-е место | Матч за 3-е место |  |  |                         |       |
|  | 20 октября 1968, Пуэбла-де-Сарагоса |                              | Болгария                | 3       | Матч за 3-е место | Матч за 3-е место |  |  |                         |       |
|  |                                     | Мексика                      | 2                       |         |                   |                   |  |  |                         |       |
|  | Мексика                             | Мексика                      | 2                       | 2       | Япония            | 2                 |  |  |                         |       |
|  | Мексика                             |                              |                         | 2       | Япония            | 2                 |  |  |                         |       |
|  | Испания                             | 0                            |                         | Мексика | 0                 |                   |  |  |                         |       |
|  | Испания                             | 0                            |                         |         | 0                 |                   |  |  |                         |       |
|  |                                     |                              |                         |         |                   |                   |  |  | 24 октября 1968, Мехико |       |
|  |                                     |                              |                         |         |                   |                   |  |  |                         |       |

### Четвертьфиналы
| Мексика                                  | 2 – 0 | Испания |
| ---------------------------------------- | ----- | ------- |
| Альбино Моралес 34′ · Висенте Переда 48′ | отчёт |         |

| Венгрия       | 1 – 0 | Гватемала |
| ------------- | ----- | --------- |
| Лайош Сюч 69′ | отчёт |           |

| Япония                                          | 3 – 1 | Франция           |
| ----------------------------------------------- | ----- | ----------------- |
| Кунисигэ Камамото 27′ 59′ · Масаси Ватанабэ 70′ | отчёт | Шарль Тамбуон 32′ |

| Болгария              | 1 – 1 | Израиль                |
| --------------------- | ----- | ---------------------- |
| Георгий Христакиев 5′ | отчёт | Йехошуа Фейгенбаум 89′ |

Болгария прошла дальше по жребию.

### Полуфиналы
| Мексика                                         | 2 – 3 | Болгария                                                   |
| ----------------------------------------------- | ----- | ---------------------------------------------------------- |
| Альбино Моралес 39′ · Эктор Пулидо Родригес 48′ | отчёт | Петар Жеков 8′ · Атанас Михайлов 9′ · Цветан Веселинов 58′ |

| Венгрия                                    | 5 – 0 | Япония |
| ------------------------------------------ | ----- | ------ |
| Лайош Сюч 30′ 60′ 75′ · Дежё Новак 53′ 65′ | отчёт |        |

### Матч за 3-е место
| Япония                    | 2 – 0 | Мексика |
| ------------------------- | ----- | ------- |
| Кунисигэ Камамото 20′ 40′ | отчёт |         |

### Финал
| Венгрия                                                   | 4 – 1 | Болгария             |
| --------------------------------------------------------- | ----- | -------------------- |
| Иван Менцель 40′ · Анталь Дунаи 41′ 49′ · Иштван Юхас 62′ | отчёт | Цветан Веселинов 22′ |

## Бомбардиры
| 7 голов - Кунисигэ Камамото 6 голов - Анталь Дунаи 4 гола - Петар Жеков - Ладислав Петраш - Йехошуа Фейгенбаум - Лайош Сюч |